# ماریو گونسالس (بازیکن فوتبال، زاده ۱۹۵۰)
ماریو گونسالس (اسپانیایی: Mario González‎؛ زادهٔ ۲۷ مهٔ ۱۹۵۰) بازیکن فوتبال اهل اروگوئه بود.
از باشگاه‌هایی که در آن بازی کرده‌است می‌توان به باشگاه فوتبال پنیارول اشاره کرد.
وی همچنین در تیم ملی فوتبال اروگوئه بازی کرده‌است.